# Tornimparte
Tornimparte é uma comuna italiana da região dos Abruzos, província de Áquila, com cerca de 2 958 habitantes. Estende-se por uma área de 65 km², tendo uma densidade populacional de 46 hab/km². Faz fronteira com Borgorose (RI), Fiamignano (RI), Áquila, Lucoli, Pescorocchiano (RI), Scoppito.

## Demografia
| Variação demográfica do município entre 1861 e 2011                               |
|                                                                                   |
| Fonte: Istituto Nazionale di Statistica (ISTAT) - Elaboração gráfica da Wikipedia |